# Paysage de Cannes au crépuscule
Le Paysage de Cannes au crépuscule est une peinture à l'huile de Pablo Picasso peint le 30 mars 1960 et conservée au Nationalmusée um Fëschmaart (MNAHA) à Luxembourg. Ce paysage  est celui qu’il peut observer depuis le balcon de sa villa cannoise, La Californie, dans laquelle il s’est installé depuis cinq ans. Nous sommes au crépuscule, le soleil flanche et le ciel s’assombrit.
Prêté par une galerie suisse, le tableau est tout d’abord exposé au musée national d'histoire et d'art (MNHA) lors de l’exposition de 1999 portant sur l’École de Paris (1945-1964). Mais lors du décrochage, la toile est légèrement endommagée. L’État propose alors au propriétaire de racheter l’œuvre pour six millions de dollars. L’affaire est entendue. Le Paysage de Cannes au crépuscule devient la propriété de l’État qui le fait restaurer et le prête au MNHA à partir de 2002.
Dans le contexte des mesures d'économie, il avait aussi été un temps question de vendre la toile de Picasso. Maître Vogel avait aussitôt hurlé qu'il vivait au « pays des demeurés ». Aujourd'hui, l'État est toujours propriétaire du Paysage de Cannes au crépuscule, pour lequel aucune offre satisfaisante n'avait été proposée.